# Virginia Maestro

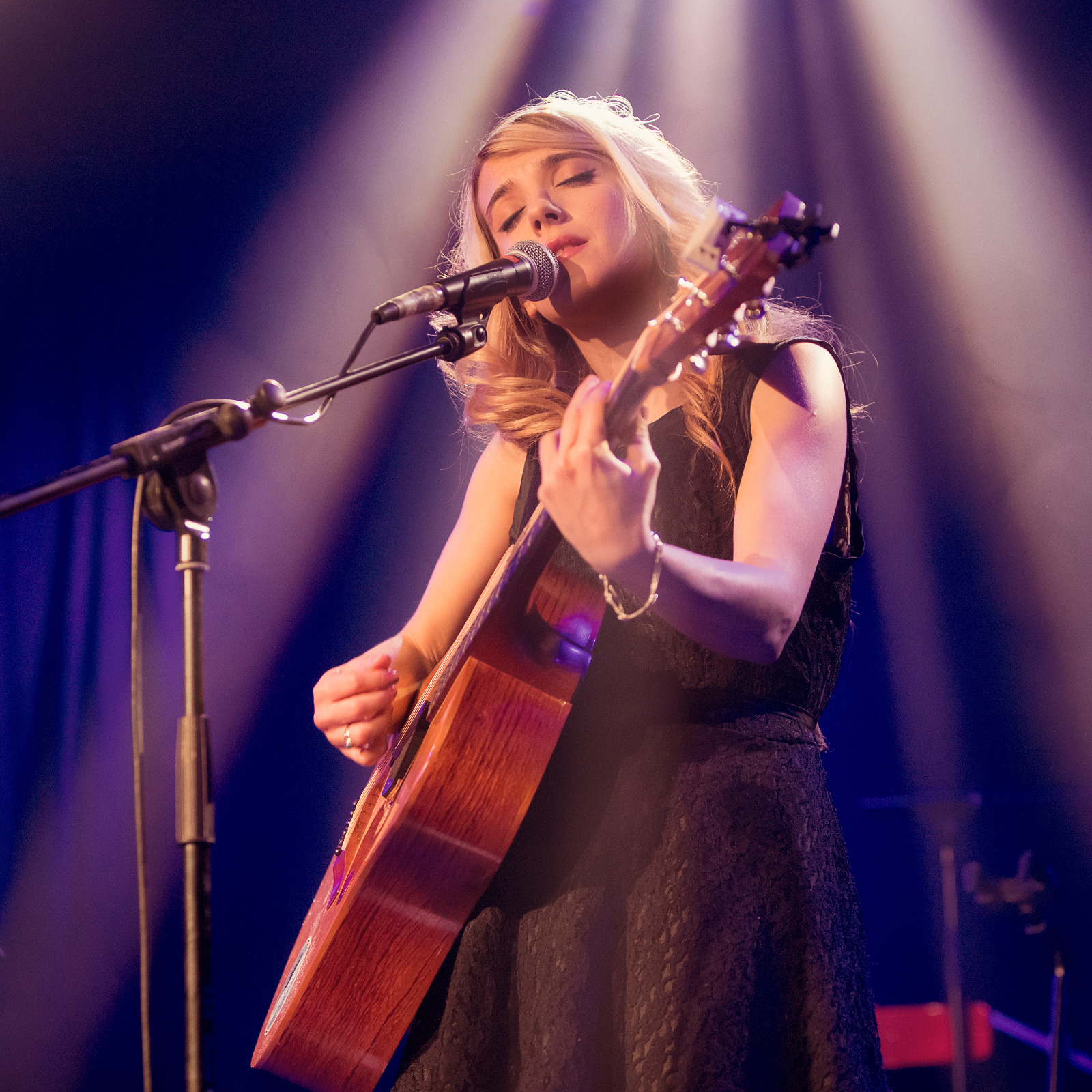
Virginia Maestro (2018)

Virginia Maestro Díaz (* 28. September 1982 in Linares) ist eine spanische Singer-Songwriterin, die auch unter dem Namen Virginia Labuat Karriere machte.

## Leben und Wirken
Maestro, die zuhause viel mit ihren Eltern sang, bevor sie anfing eigene Lieder zu schreiben und vorzutragen, wuchs zwischen Córdoba und Sevilla auf. An der Universität Sevilla studierte sie Schulmusik und sang im Chor. Daneben begann sie in Clubs in Sevilla zu spielen, interessierte sich für den Blues, beteiligte sich an Jam-Sessions und gründete Bands. 25-jährig nahm sie an der Castingshow Operación Triunfo teil, wo sie den Wettbewerb mit 55 % der Stimmen gewann; ihre Version von Creep erreichte den ersten Platz bei iTunes.
Maestro wurde dann Mitglied des Musikprojektes Labuat, welches sich zwischen Pop, Bossa, Funk und Jazz bewegte. Mit ihnen tourte sie als Vorgruppe von Beyoncé und nahm das gleichnamige Album Labuat (2009, Platz 2 der spanischen Album-Charts) sowie als Virginia Labuat ihr erstes Soloalbum Dulce hogar (2011) auf, dem 2013 Night & Day folgte. Als Virginia Maestro veröffentlichte sie dann, ebenfalls bei Sony, ihr Album Blue Bird (2015). Bei Great Canyon Records erschien 2019 ihr Album Del Sur mit eigenen, von New Country, Americana und Folk beeinflussten Songs.

## Diskographie
unter eigenem Namen
- Dulce hogar (2011)
- Night & Day (2013)
- Blue Bird (2015)
- Del Sur (2019)